# Овчинникова, Александра Яковлевна
Алекса́ндра Я́ковлевна Овчи́нникова (25 декабря 1914 (7 января 1915), Тыалыкинский наслег, Мархинский улус, Якутская область — 8 июня 2009, Якутск) — советский партийный, государственный деятель, Председатель Президиума Верховного Совета Якутской АССР, член Президиума и заместитель Председателя Президиума Верховного Совета РСФСР (1963—1979).

## Биография
Родилась 25 декабря 1914 года (7 января 1915) в Тыалыкинском наслеге Мархинского улуса Якутской области. После окончания в 1934 году дорожного техникума начала трудовую деятельность на строительстве дороги Сунтар — Кемпендяй.
С 1935 года в течение 17-и лет осуществляла трудовую деятельность в аппарате Управления автомобильных дорог при СНК/СМ Якутской АССР.
В 1953 году по окончании Хабаровской Высшей партийной школы при ЦК КПСС распоряжением Совета Министров Якутской АССР назначена начальником Группы дорожного хозяйства, транспорта и связи Совета Министров Якутской АССР, впоследствии заведующей промышленно-транспортным отделом Якутского городского комитета КПСС. Через три года избрана секретарём, затем вторым секретарём городского комитета Коммунистической партии Советского Союза.
В 1959 году окончила заочное отделение исторического факультета Якутского государственного университета.
14 января 1963 года была избрана Председателем Президиума Верховного Совета Якутской АССР. Вступила в должность 15 марта того же года. Одновременно включена в состав Президиума и назначена заместителем Председателя Президиума Верховного Совета РСФСР.
А. Я. Овчинникова избиралась депутатом Верховного Совета Якутской АССР с шестой по девятый созывы, депутатом Верховного Совета РСФСР с шестой по девятый созывы, делегатом XXIII, XXIV, XXV съездов КПСС.
С 1980 по 1991 годы А. Я. Овчинникова оканчивала трудовую деятельность в Институте языка, литературы и истории Якутского научного центра Сибирского отделения Академии наук СССР. Во время работы в институте написала книгу «Якутская областная партийная организация в борьбе за повышение эффективности промышленного производства (1966—1980 гг.)».
С 1991 года — на пенсии.

## Награды
- орден Ленина (Указ Президиума Верховного Совета СССР от 10.07.1979)
- орден Трудового Красного Знамени (1971)
- 3 ордена «Знак Почёта» (1957, 1964, 1973)
- медали
- Почётная грамота Президиума Верховного Совета РСФСР
- Почётный дорожник РСФСР
- Заслуженный работник народного хозяйства Якутской АССР
- Почётный гражданин Республики Саха (Якутия) (2002)[2]
- Почётный гражданин города Якутска (1982)[3]
- Почётный гражданин Нюрбинского улуса[4]